# Tell Yunus
Tell Yunus fou un jaciment arqueològic de Síria, situat a la vora de Karkemish.
Juntament amb el jaciment de Tell Turlu prop de Nizib, representa la mostra genuïna més occidental de la cultura d'Halaf.